# NGC 4452
NGC 4452 is een lensvormig sterrenstelsel in het sterrenbeeld Maagd. Het hemelobject werd op 15 maart 1784 ontdekt door de Duits-Britse astronoom William Herschel.

## Synoniemen
- UGC 7601
- MCG 2-32-80
- ZWG 70.112
- VCC 1125
- PGC 41060